# Timia amoena
Timia amoena är en tvåvingeart som först beskrevs av Friedrich Hermann Loew 1874.  Timia amoena ingår i släktet Timia och familjen fläckflugor.
Artens utbredningsområde är Iran. Inga underarter finns listade i Catalogue of Life.